# قائمة أشخاص قتلوا بقطع الرأس

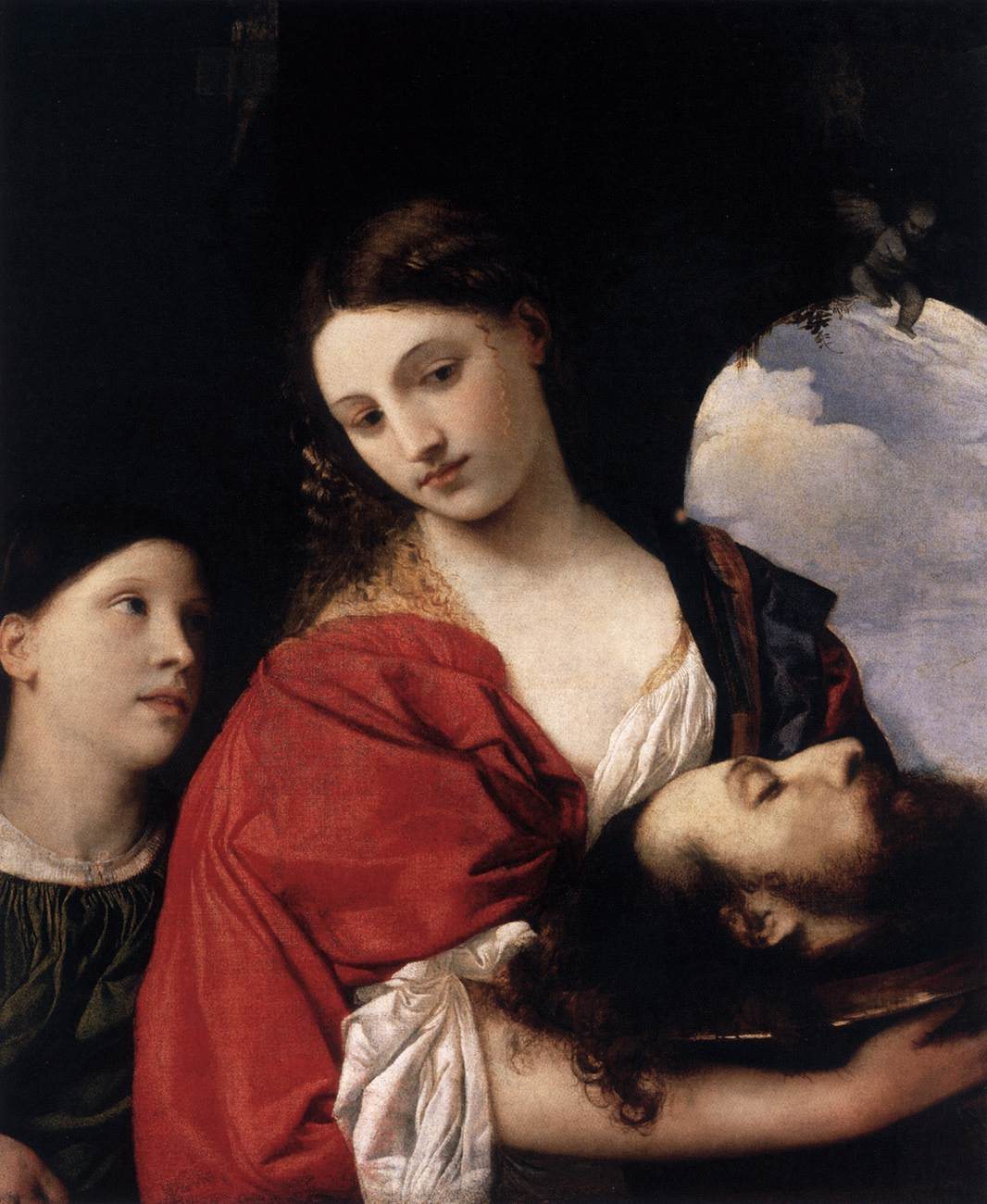
سالومي مع رأس يوحنا المعمدان المقطوع، في لوحة لتيتيان.

هذه قائمة بأشخاص ذوي ملحوظية قُتلوا بقطع الرأس، وقد رُتبت على حروف الهجاء حسب البلد أو المنطقة، مصحوبة بتاريخ القتل، كما أضيف إلى القائمة قسم خاص بالرموز الدينيين والشخصيات الخيالية.
قُطعت رؤوس هؤلاء الأشخاص إما بشكل عرضي أو عمدي (كالإعدام مثلًا)، وقُطعت رؤوس بعضهم بعد وفاتهم.

## إنجلترا (حتى 1707)

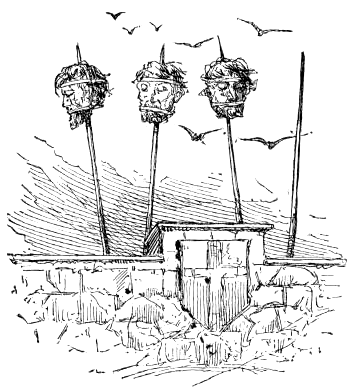
كانت رؤوس من يدانون بالخيانة في إنجلترا تعلق على جسر لندن على أسنة الرماح.

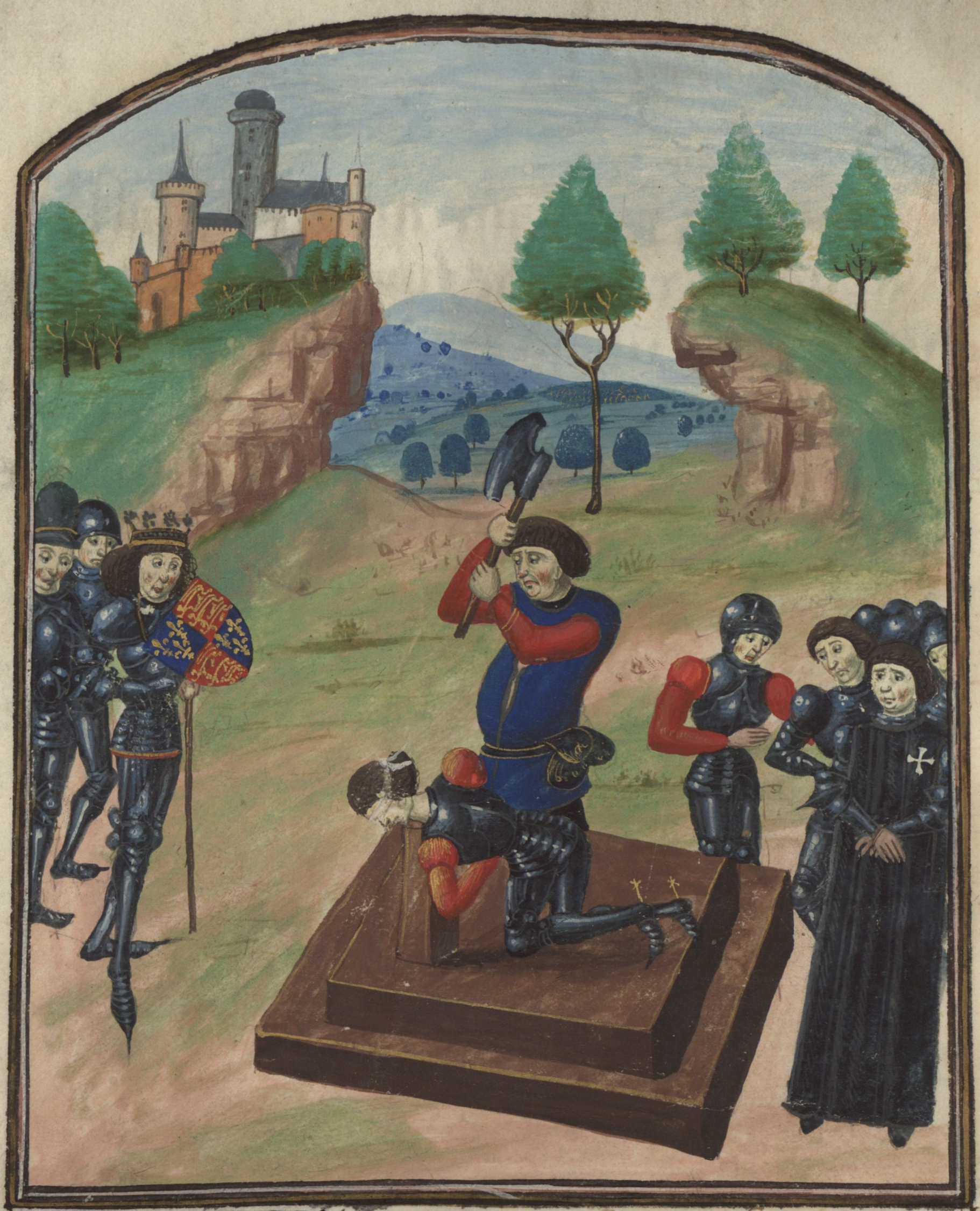
إعدام إدموند بوفورت (دوق سومرست الرابع) في توكسبوري سنة 1471.

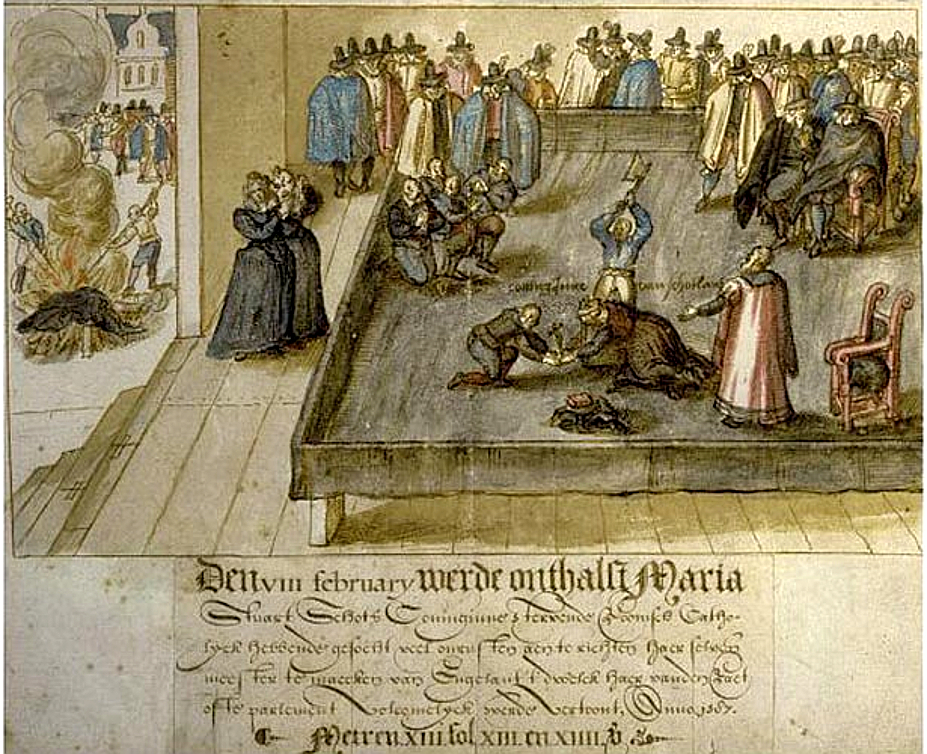
إعدام الملكة ماري ستيوارت.

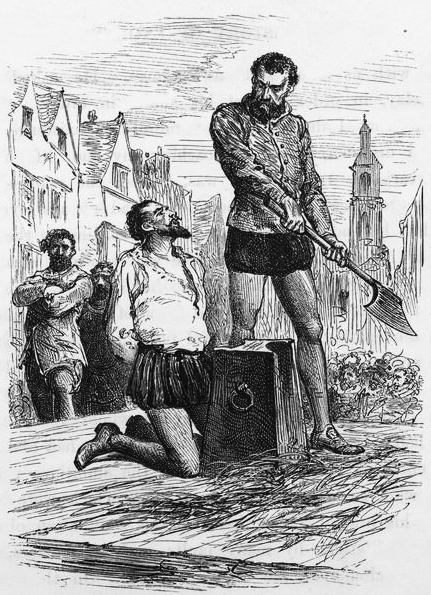
السير والتر رالي قبيل إعدامه.

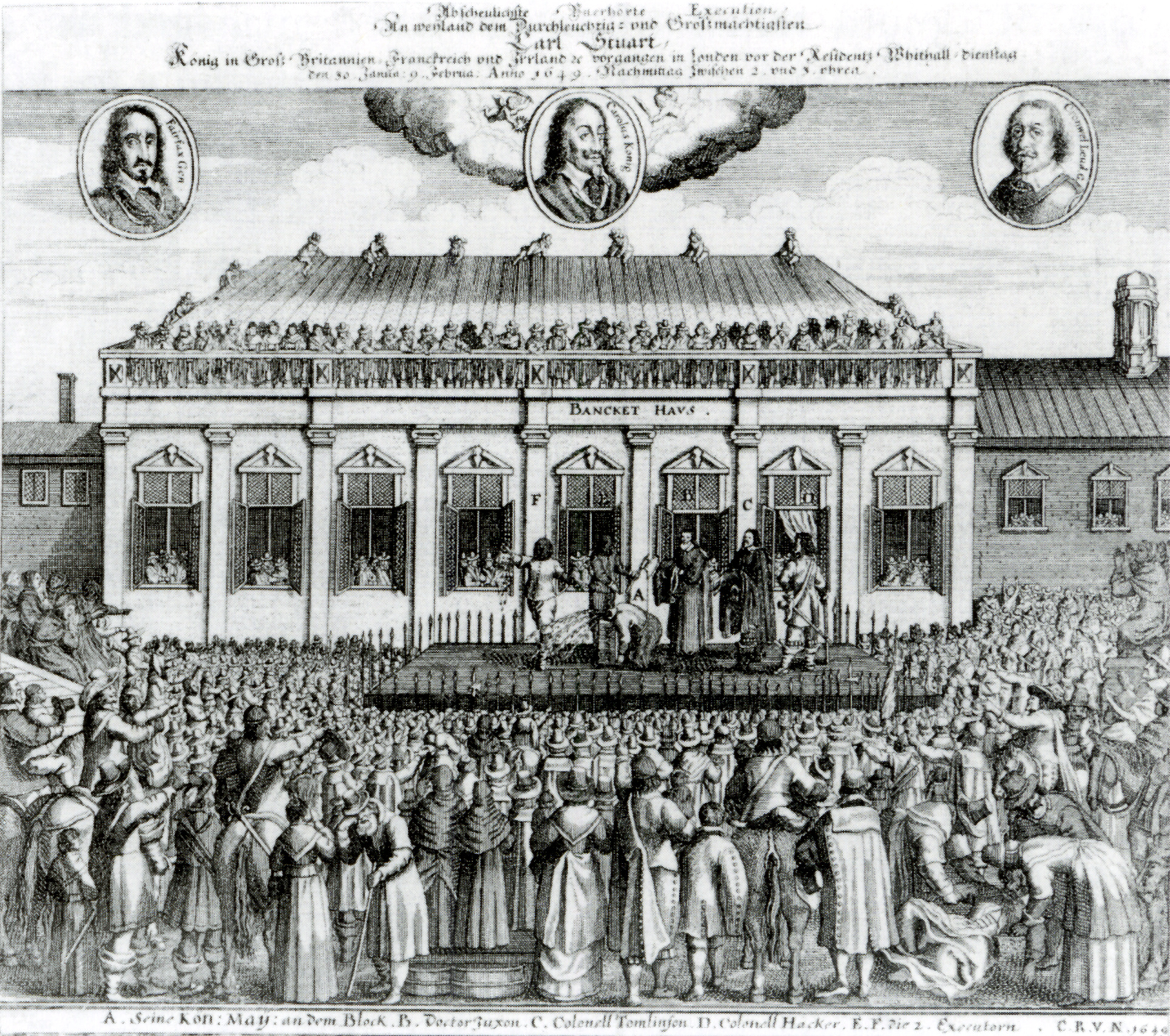
رسم ألماني يمثل إعدام تشارلز الأول.

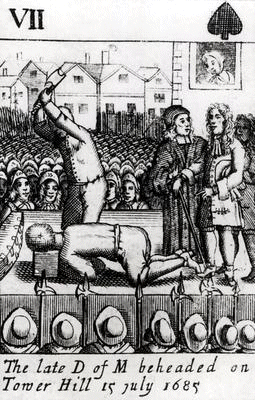
إعدام جيمس سكوت، دوق مونمث الأول في 15 يوليو 1685.

- السير ويليام والاس (1305): مقاوم اسكتلندي.
- وات تايلر (1381): قُطع رأسه بأمر من عمدة لندن إبان ثورة الفلاحين.
- ريتشارد كونسبيرغ (إيرل كامبريدج الثالث) (1415): أُعدم في ساوثامبتون بأمر من الملك هنري الخامس لضلوعه في مؤامرة ساوثامبتون.
- ويليام دي لا بولي (1450): قُطع رأسه على ما يُظن بأمر من دوق يورك.
- ريتشارد نيفيل (إيرل سالزبوري الخامس) (1460): السيد المستشار، أُعدم في أعقاب معركة ويكفيلد، لكونه محسوبًا على أسرة يورك.
- إدموند (إيرل روتلاند) (1460): أُعدم بأمر من اللورد كليفورد لكونه من أسرة يورك (قُتل طعنًا في معركة ويكفيلد، ثم قُطع رأسه فيما بعد).
- ويليام بونفيل (بارون بونفيل الأول) (1461): أُعدم عقب معركة سانت ألبانز الثانية بأمر من مارغريت أنجو، لكونه يوركيًا.
- هنري بوفورت (دوق سومرست الثالث) (1464): قُطع رأسه عقب معركة هكسهام لكونه من قادة جيوش أسرة لانكستر.
- ريتشارد وودفيل (إيرل ريفيرز الأول) (1469): أُعدم بأمر من ريتشارد نيفيل (إيرل وارويك السادس عشر) لكونه يوركيًا.
- جون وودفيل (1469): ابن السابق، أُعدم بأمر من ريتشارد نيفيل (إيرل وارويك السادس عشر) لكونه يوركيًا.
- ويليام هربرت، دوق بمبروك الأول (1469): أُعدم في أعقاب معركة مستنقع إدجكوت لكونه يوركيًا.
- إدموند بوفورت (دوق سومرست الرابع) (1471): قُطع رأسه في أعقاب معركة توكسبوري لكونه لانكستريًا.
- توماس نيفيل (1471): أُعدم في قلعة ميدلهام أو في ساوثهامبتون بأمر من إدوارد الرابع لكونه لانكستريًا.[1]
- ويليام هاستينغز (بارون هاستينغز الأول) (1483): أُعدم بأمر من ريتشارد الثالث لكونه لانكستريًا.[2]
- هنري ستافورد (دوق باكنغهام الثاني) (1483): أُعدم بأمر من ريتشارد الثالث لكونه لانكستريًا.
- أنتوني وودفيل (إيرل ريفيرز الثاني) (1483): أُعدم بأمر من ريتشارد الثالث لكونه لانكستريًا، وهو خال ريتشارد غري، الذي أعدمه ريتشارد الثالث هو الآخر.
- ريتشارد غري (1483): أُعدم بأمر من ريتشارد الثالث لكونه لانكستريًا، وهو ابن أخت أنتوني وودفيل (إيرل ريفيرز الثاني)، الذي أعدمه ريتشارد الثالث هو الآخر.
- إدوارد بلانتاجنت (إيرل وارويك السابع عشر) (1499): وريث العرش الإنجليزي في الفترة من 9 أبريل 1484 إلى مارس 1485، أُعدم بأمر من هنري السابع ملك إنجلترا.[2]
- إدموند دادلي (1510): رئيس مجلس العموم، أُعدم بتهمة الابتزاز بأمر من هنري الثامن.[2]
- ريتشارد إمبسون (1510): رئيس مجلس العموم، أُعدم بتهمة الابتزاز بأمر من هنري الثامن.[2]
- إدموند دي لا بولي (1513): أُعدم بأمر من هنري الثامن، لمنازعته له على عرش إنجلترا.[2]
- إدوارد ستافورد (1521): أُعدم بأمر من هنري الثامن، لمنازعته له على عرش إنجلترا.[2]
- جون فيشر (1535): أسقف كاثوليكي، أُعدم بأمر من هنري الثامن لرفضه الاعتراف بسيادته على كنيسة إنجلترا وتمسكه بسيادة البابا عليها. أدرجته الكنيسة الكاثوليكية في ثبت القديسين فيما بعد.[2]
- توماس مور (1535): السيد المستشار، ومستشار دوقية لانكستر، ورئيس مجلس العموم. أُعدم بأمر من هنري الثامن لرفضه الاعتراف بسيادته على كنيسة إنجلترا. أدرجته الكنيسة الكاثوليكية في ثبت القديسين فيما بعد.[2]
- آن بولين (1536): ملكة إنجلترا وزوجة هنري الثامن، أُعدمت بالسيف في برج لندن بأمر من زوجها هنري الثامن بتهمة الخيانة العظمى.[2]
- جورج بولين (1536): شقيق آن بولين، أُعدم بأمر من هنري الثامن بتهمة الخيانة العظمى.[2]
- هنري نوريس (1536): من رجال البلاط الإنجليزي. أُعدم بأمر من هنري الثامن بتهمة الخيانة العظمى.[2]
- ويليام بريريتون (1536): من رجال البلاط الإنجليزي. أُعدم بأمر من هنري الثامن بتهمة الخيانة العظمى.[2]
- فرانسيس وستون (1536): نبيل إنجليزي. أُعدم بأمر من هنري الثامن بتهمة الخيانة العظمى.[2]
- مارك سميتون (1536): موسيقي الملكة آن بولين. أُعدم بأمر من هنري الثامن بتهمة الخيانة العظمى.[2]
- نيكولاس كاريو (1539): من رجال البلاط الإنجليزي. أُعدم بأمر من هنري الثامن لاتهامه بالضلوع في مؤامرة إكسيتر.[2]
- توماس كرومويل (1540): رجل دولة. أُعدم بأمر من هنري الثامن بتهمة الخيانة.[2]
- مارغريت بولي (1541): نبيلة إنجليزية. أُعدمت بأمر من هنري الثامن بتهمة الخيانة العظمى، واعتبرتها الكنيسة الكاثوليكية شهيدة بعد أكثر من ثلاثة قرون من وفاتها.[2]
- توماس كلبيبر (1541): من رجال البلاط الإنجليزي. أُعدم بأمر من هنري الثامن بتهمة الخيانة العظمى (الزنا بالملكة).[2]
- كاثرين هوارد (1542): ملكة إنجلترا وزوجة هنري الثامن. أُعدمت بأمر من هنري الثامن بتهمة الخيانة العظمى.[2]
- جين بولين (1542): زوجة جورج بولين، شقيق آن بولين (وكلاهما كان قد أعدمه هنري الثامن). أُعدمت هي الأخرى بأمر من هنري الثامن بتهمة الخيانة العظمى.[2]
- هنري هوارد (إيرل سري) (1547): أُعدم بأمر من هنري الثامن بتهمة الخيانة.[2]
- توماس سيمور (1549): الزوج السابق لكاثرين بار (زوجة هنري الثامن السادسة ثم أرملته فيما بعد)، وشقيق زوجته الثالثة جين سيمور. قُطع رأسه بتهمة الخيانة في عهد إدوارد السادس.[2]
- إدوارد سيمور (1552): وصي عرش إنجلترا في الفترة من وفاة هنري الثامن سنة 1547 إلى خضوعه للاتهام سنة 1549. أعدم في عهد إدوارد السادس لاتهامه بالتآمر لقتل جون دادلي.[2]
- جون دادلي (1553): أُعدم بأمر الملكة ماري الأولى لتأييده الليدي جين غراي.[2]
- ليدي جين غراي (1554): :ملكة الأيام التسعة". أُعدمت بأمر الملكة ماري الأولى لمنازعتها إياها عرش إنجلترا.[2]
- لورد غيلدفورد دادلي (1554): ابن جون دادلي، وزوج الليدي جين غراي: التي عُرفت بملكة الأيام التسعة. أُعدم بأمر الملكة ماري الأولى لتأييده الليدي غراي.[2]
- توماس ويات الابن (1554): قائد تمرد. أُعدم بأمر الملكة ماري الأولى.[2]
- توماس داوتي (1578): نبيل وجندي إنجليزي. أُعدم بأمر من السير فرنسيس دريك.
- ماري ستيوارت (1587): ملكة اسكتلندا، وملكة فرنسا القرينة. أُعدمت في عهد الملكة إليزابيث الأولى بتهمة الخيانة.
- والتر رالي (1618): أُعدم بأمر من جيمس السادس.
- وليم لود (1645): كبير أساقفة كانتربري. أُعدم بأمر البرلمان.[2]
- تشارلز الأول ملك إنجلترا واسكتلندا (1649): أُعدم في لندن بأمر من برلمان كرومويل.
- أوليفر كرومويل (1661): قُطع رأسه بعد وفاته، بأمر من تشارلز الثاني.
- أوليفر بلانكيت (1681): أُعدم في لندن بتهمة الخيانة، وعدّته الكنيسة الكاثوليكية قديسًا.
- جيمس سكوت، دوق مونمث الأول (1685): أُعدم في عهد جيمس الثاني بتهمة الخيانة.[2]

## الدنمارك
- يوهان فريدريش ستروينسي (1772): أعدم في كوبنهاغن بتهمة العيب في الذات الملكية.

## سوريا
- جيمس فولي (2014): أعدمه تنظيم داعش.
- ستيفن سوتلوف (2014): أعدمه تنظيم داعش.

## الدولة العثمانية
- علي باشا الألباني: أُعدم رميًا بالرصاص ثم قُطع رأسه بأمر من السلطان العثماني محمود الثاني.

## الصين
- كوان يو (219): أعدمه سون تشوان أثناء الحرب الأهلية.

## العراق

### دولة الخلافة
- الحسين بن علي و72 من أصحابه (680 م) في معركة كربلاء.
- جعفر البرمكي (803 م): أعدمه الخليفة هارون الرشيد.

### العصر الحديث
- شوسي كودا (2004): مواطن ياباني.
- كيم صن إل (2004): مترجم ومبشر مسيحي كوري جنوبي.
- كينيث بجلي (2004): مهندس بريطاني.
- نك بيرغ (2004): مواطن أمريكي.
- يوجين أرمسترونغ (2004): مواطن أمريكي.
- جاك هنسلي (2004): مواطن أمريكي.
- برزان إبراهيم التكريتي (2007): أخو صدام حسين من الأم، قُطع رأسه أثناء شنقه بتهمة ارتكاب جرائم ضد الإنسانية.
- جيمس فولي (2014): أعدمه تنظيم داعش.
- ستيفن سوتلوف (2014): أعدمه تنظيم داعش.

## الكونغو الديمقراطية
- زايدا كاتالان (2017): سياسية سويدية من أصل تشيلي، وُجدت جثتها مقطوعة الرأس سنة 2017.

## المستعمرات الأوروبية في العالم الجديد

### أمريكا الشمالية البريطانية
- ميتاكوميت (1676): أحد زعماء هنود نيو إنغلاند، عُرف أيضًا باسم «الملك فيليب». أُعدم لمقاومته استيطان البيض.
- بلاكبيرد (1716): قرصان شهير. قُطع رأسه بعد أسره في جزيرة أوكراكوك.

### بنما
- فاسكو نونييث دي بالبوا (1519): كونكيستدور إسباني اكتشف المحيط الهادئ. أعدمه غريماه فرانثيسكو بيثارو وبيدرو أرياس دابيلا.

### هاييتي
- دوتي بوكمان (1791): أعدمه الفرنسيون لإشعاله ثورة العبيد ضدهم.

## النمسا
- جوزيف هايدن (1809): المؤلف الموسيقي الشهير. قُطع رأسه بعد وفاته (انظر: رأس هايدن)